# Schronisko na Kukulu
Schronisko na Kukulu lub pod Kukulem – nieistniejące obecnie schronisko turystyczne pod szczytem Kukula (Kukuła; 1540 m n.p.m.) od strony Worochty w Czarnohorze. Jego właścicielem był Związek Osadników.

## Historia
Budynek powstał na terenie należącym do Lasów Państwowych jako ośrodek sportów zimowych dla młodzieży z Kresów Wschodnich. Wybudowano go na wysokości 1200–1250 m n.p.m.
Obiekt mógł pomieścić 100 osób (według niektórych: 105) w dwu-, cztero- i ośmioosobowych pokojach, a także w jednej sali zbiorowej dla 18 osób (łącznie 23 pomieszczenia). Dwukondygnacyjny budynek zbudowano na planie kwadratu, którego trzy boki zajmowały skrzydła budynku, natomiast czwarty stanowiło ogrodzenie wewnętrznego kwadratowego dziedzińca z umieszczoną pośrodku bramą wejściową.
Parter drewnianego budynku zajmowały przede wszystkim pomieszczenia wspólne: sień, pomieszczenie na narty, jadalnia, świetlica, trzy kuchnie, toalety, męskie prysznice oraz pokój kierownika i biur. Poza nimi na parterze znajdowało się również kilka pokojów dla gości schroniska. Na piętrze znajdowała się reszta pokojów oraz toalety damskie, a na poddaszu – sala wspólna. Budynek był podpiwniczony, w podziemiu umieszczono pralnię, spalinowy agregat prądotwórczy dostarczającą schronisku energii elektrycznej, kotłownię, parnię, magazyny oraz rezerwowe prysznice na wypadek dużego obłożenia obiektu. Wodę schronisku dostarczał krótki wodociąg czerpiący z niewielkiej zapory na pobliskim strumieniu. Budynek posiadał centralne ogrzewanie. W schronisku działało pośrednictwo pocztowe, budynek posiadał też połączenie telefoniczne z Worochtą.
Architektura budowli nawiązywała do huculskiej grażdy i w formie i sposobie wykonania przypominała wybudowane kilka lat wcześniej Schronisko na Kostrzycy. Części nadziemne wybudowano z heblowanych półpni świerkowych łączonych na pióro. Dach kryty był dranicą położoną na warstwie papy i desek. W ramach przygotowań do budowy schroniska wykonano drogę samochodową łączącą zbocza góry z Worochtą. Uporządkowano także narciarską trasę zjazdową: marsz pod górę obliczano na dwie i pół godziny, zjazd na ok. 40 minut.
Budowa trwała blisko dwa lata, większość prac wykonali przy niej lokalni cieśle, majstrowie Petryczuk i Harasymiuk wraz z ekipami. Także drewno na budowę pochodziło z pobliskich lasów. Blisko 30% kosztów pochłonął transport, bowiem w połowie wysokości zbocza konieczne było przeładowywanie materiałów na zwierzęta juczne.
Schronisko działało od 23 grudnia 1938 r., natomiast jego uroczyste otwarcie i poświęcenie miało miejsce 6 stycznia 1939 r. Uroczystości przewodniczył kpt. Adolf Abram, a poświęcenia dokonał ks. kapelan Piotr Śledziewski z Wilna. Depesze gratulacyjne z okazji oddania obiektu do użytku nadesłali m.in. minister spraw wojskowych gen. dyw. Tadeusz Kasprzycki, Naczelny Dyrektor Lasów Państwowych Adam Loret, wojewoda Henryk Józewski wraz z małżonką, minister Wacław Staniszewski i prezes Polskiego Towarzystwa Tatrzańskiego Ferdynand Goetel.

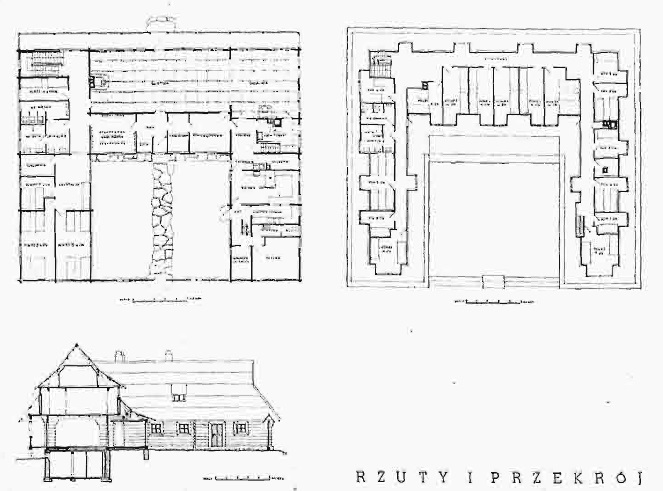
Rzuty i przekrój schroniska
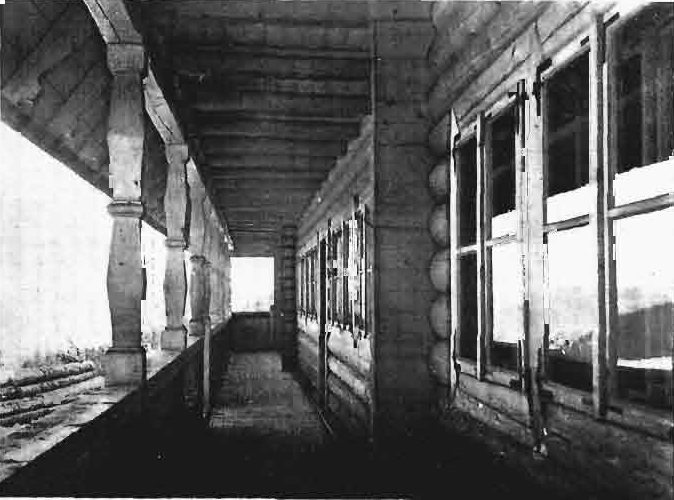
Widok wewnętrznej werandy (1939)
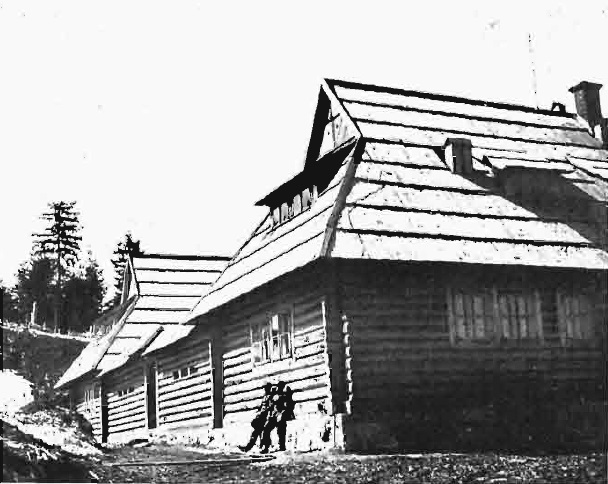
Widok z zewnątrz (1939)
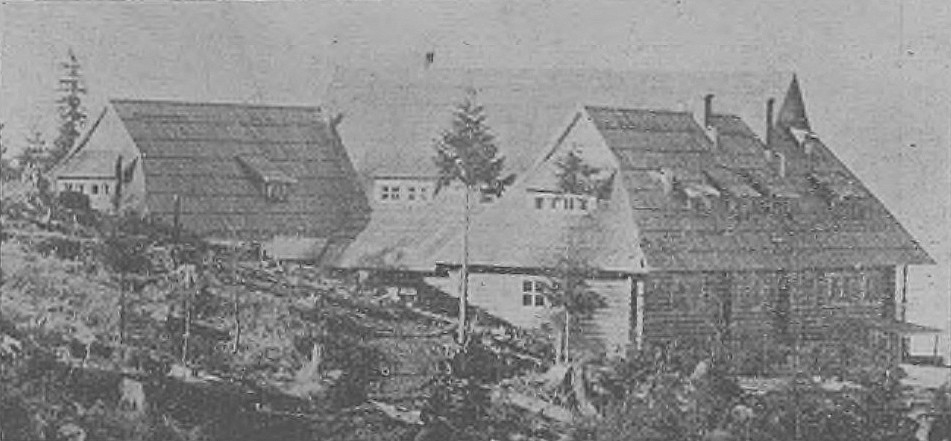
Schronisko krótko po otwarciu
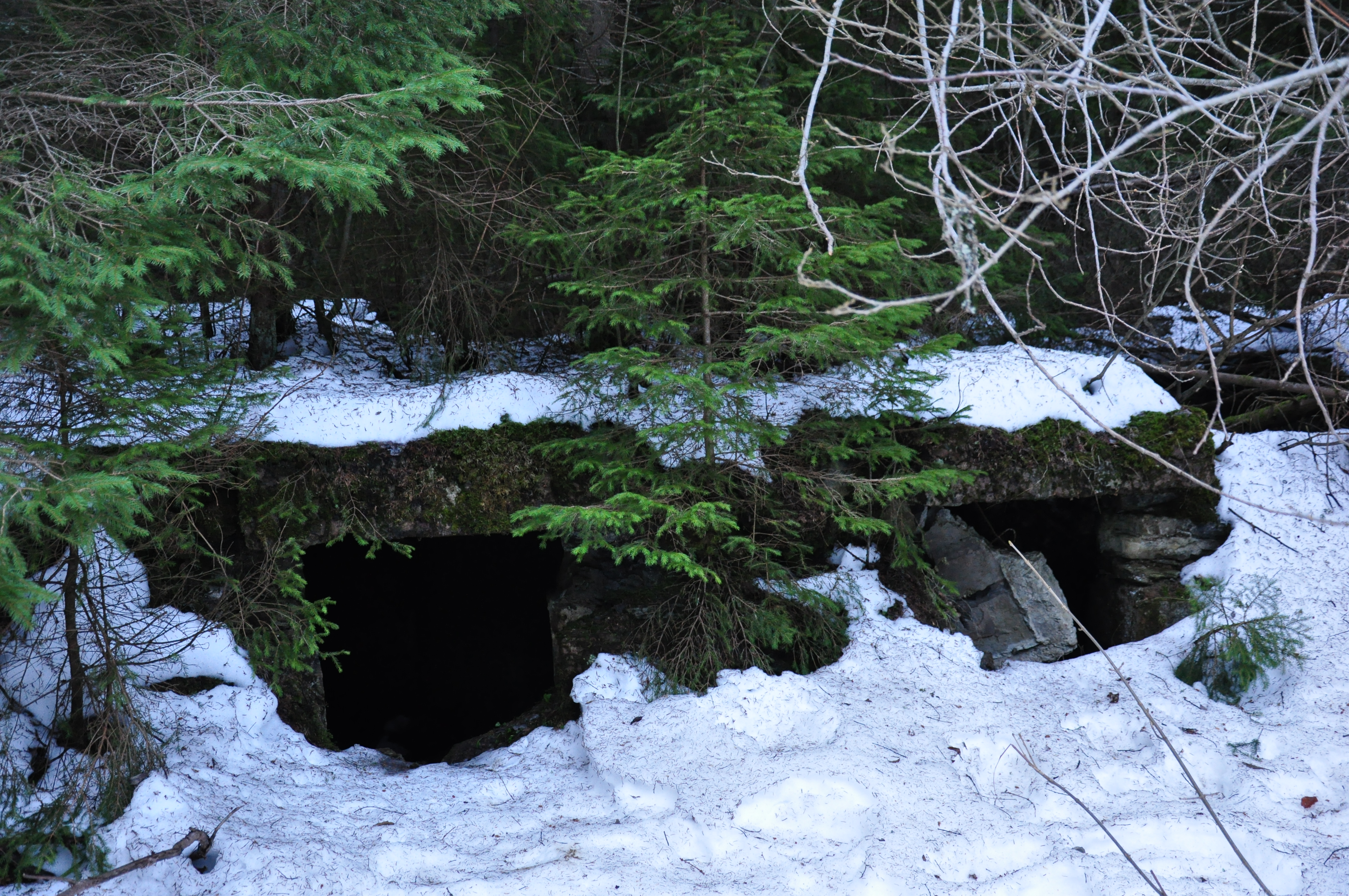
Pozostałości schroniska (2015)
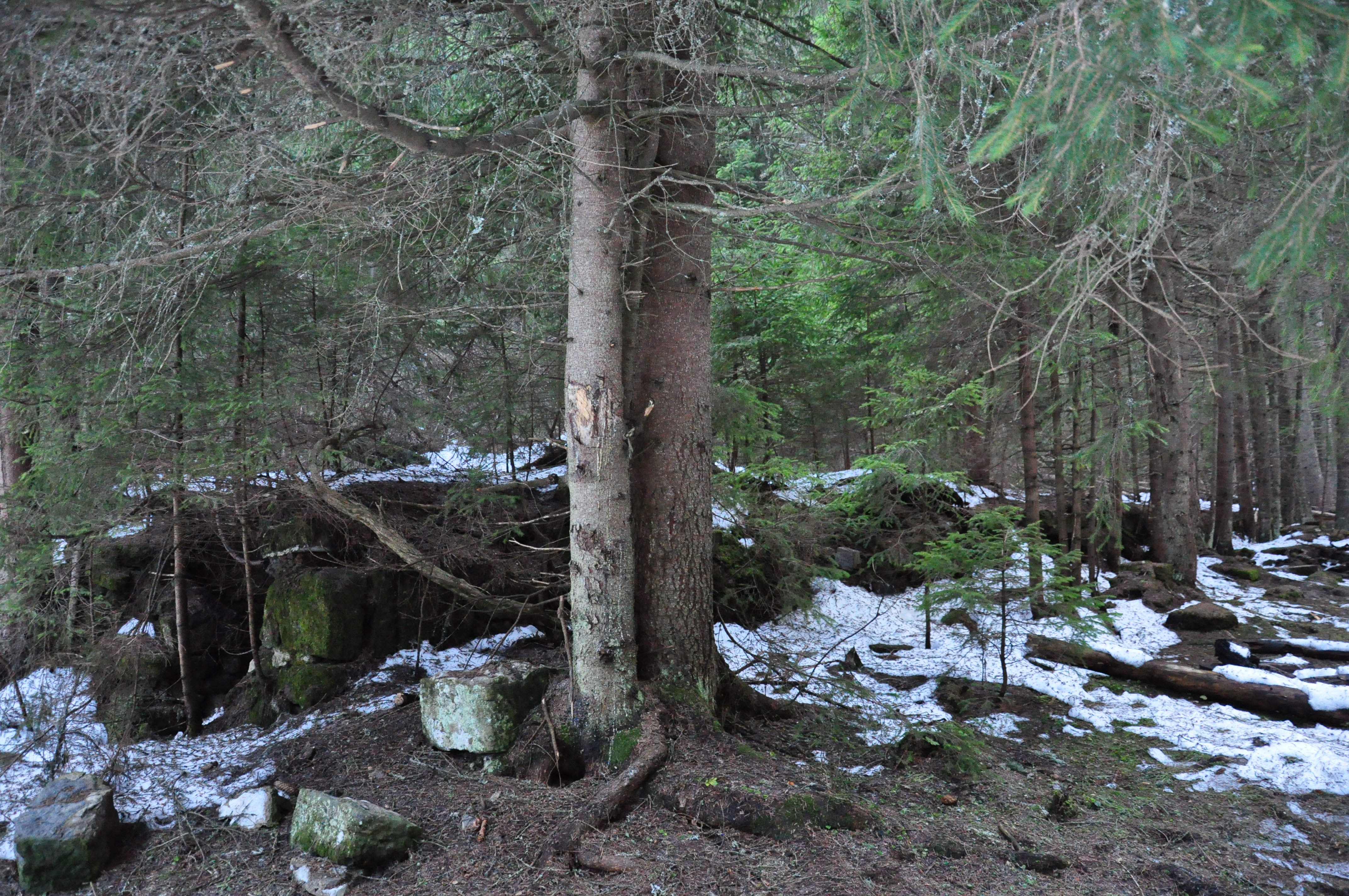

## Szlaki turystyczne w 1936
Ze szczytu Kukula rozchodziły się następujące szlaki turystyczne:
- do Worochty przez Kiczerę (1248 m n.p.m.) do stacji kolejki leśnej w Ozirnem[1],
- do Foreszczenki,
- do schroniska na Zaroślaku przez Wielką Koźmieską (1575 m n.p.m.) i Małą Koźmieską (1410 m n.p.m.) i dalej na Howerlę (2068 m n.p.m.),
- na Howerlę bezpośrednio z Wielkiej Koźmieskiej,
- wzdłuż granicy państwa do Woronienki przez Hryhorówkę (1378 m n.p.m.)[1].